# Бейнбридж (атомен крайцер, 1961)
„Бейнбридж“ (на английски: USS Bainbridge (DLGN-25/CGN-25)) е атомен ракетен крайцер на ВМС на САЩ. Пъвоначално е първата в света атомна фрегата, единствен кораб от своя тип. Той е атомният аналог на ракетните крайцери от типа „Лийхи“. През 1975 г. е прекласифициран на атомен ракетен крайцер. Основната задача на кораба се състои в осигуряването на ПВО и ПЛО на авионосните съединения. Построен е специално за взаимодействие с първия в света атомен самолетоносач „USS Enterprise (CVN-65)“ („Ентърпрайз“) и първият в света атомен ракетен крайцер „USS Long Beach (CGN-9)“ („Лонг Бийч“).

## Предистория
В годините на Втората световна война, когато морските сражения са в огромните пространства на Тихия и Атлантическия океани, един от най-острите проблеми на разрушителите е тяхната малка автономност. За големите кораби (самолетоносачи, линкори и крайцери) този проблем не е толкова важен, тъй като, имайки няколко пъти по-голяма водоизместимост, те могат да вземат на борда си достатъчен запас гориво. Именно за това, когато в следвоенните години изниква въпроса за внедряването на атомните силови установки на надводни кораби, първи са разгледани проектите за атомни разрушители.
Цел на корабостроителите е увеличаването на далечината на плаване на разрушителя над 4500 мили при 20 възела, характерни за корабите от типа „Форест Шърман“. Разчетите показват, че използването на комбинирана котлотурбинна и газотурбинна установки (COSAG) позволява да се получи далечина от 6000 мили. Недостатък на този вариант е сложността на двигателната установка и необходимост от използване на два вида гориво, тъй като газовата турбина не може да работи с обикновения бункерен нефт.
Бюрото по корабостроене (на английски: Bureau of Ships) на флота започва изучаването на въпроса за атомен разрушител (DDN) в началото на август 1953 г. Предполага се, че разрушителят ще съответства по тактико-технически характеристики (с изключение на типа силова установка) на намиращите се в строй разрушители от типа „Форест Шърман“. В същото време в стадия на предварителния проект се намира подводницата USS Triton (SSN-586) („Тритон“), с ядрен реактор SAR (Submarine Advanced Reactor – усъвършенстван реактор за подводни лодки), който е разгледан като първоначален вариант за силовата установка на DDN. Този реактор осигурява на вала 17 000 к.с., а разрушителите от Втората световна война изискват 60 000 к.с. Така, за получаване на необходимата мощност трябват 4 реактора SAR, които заедно тежат около 3000 тона, което надвишава стандартната водоизместимост на разрушителя от типа „Форест Шърман“. През септември 1953 г. проектът е закрит, обаче началника на щаба на ВМФ адмирал Робърт Карни иска от Бюрото по корабостроене да направи оценка на характеристиките на атомния разрушител.
През януари 1955 г. бюрото по корабостроене предоставя на комисията начело с адмирал Легет (на английски: Wilson D. Leggett) серия ескизи, включая и ескизите на атомен разрушител. Корабът с въоръжение, соответстващо на разрушител от типа „Форест Шърман“, има пълна водоизместимост от 5200 т и струва 50 млн. $ (в сравнение с 4000 т и 30 млн. $ за обикновен разрушител). Атомната фрегата с въоръжение, съответстващо на фрегатите от тип „Фарагут“ и „Кунц“, има пълна водоизместимост от 8000 т и струва 76,5/80 млн. $ в артилерийски/ракетен вариант (в сравнение с 5200 т и 42,8/46,5 млн. $ за „Фарагут“ и „Кунц“).
На 17 август 1954 г. началник на щаба на ВМФ става адмирал Арли Бърк, който има голям опит в командването на разрушители през Втората световна война, а в следвоенните години служи като началник на Бюрото по боеприпаси и командващ миноносните сили на Атлантическия флот. На следващия ден след влизането си в длъжност той изпраща към Бюрото по корабостроене питане за възможностите да се постави ядрен реактор на разрушител, крайцер и самолетоносач. Отговорът за разрушителя е отрицателен. Минималната пълна водоизместимост на кораба с атомна силова установка е оценена на 8500 т.
Активник привърженик на атомните разрушители е контраадмирал Джон Дениел (на английски: John C. Daniel), който заменя Арли Бърк на поста командващ атлантическите миноносни сили. Той изпраща на Бърк ежеседмични доклади, склонявайки го към своята позиция. Той е поддържан от адмирал Хайман Риковер, който започва разработката на лекия реактор, известен като D1G. И макар не се създава реактор за 4000-тонен разрушител, резултатът от тези разработки става реактора D2G, поставен на всички последващи американски атомни фрегати.
През януари 1957 г. започва паралелното предварително проектиране на два атомни кораба: разрушителя DDN (в корпуса и с въоръжението на разрушител „Форест Шърман“) и на фрегатата DLGN (в корпус и с въоръжението на фрегата от типа „Лийхи“ при водоизместимост 6000 т и скорост 30 възела).
За DDN са предложени два основни варианта:
- водоизместимост 4200 т (пълна 4700 т), два реактора SAR, максимална скорост 27 възела.
- водоизместимост 3500 т (пълна 4200 т), един реактор SAR за икономичен ход от 22 възела, 6 газови турбини с мощност 7000 к.с. всяка за пълен ход от 30 възела при далечина на плаване 1000 мили.

Впоследствие проектът DDN е спрян като неосъществим, а проектът DLGN ражда атомната фрегата (по-късно – крайцер) „Бейнбридж“.

## История на създаването
Оперативно-тактическото задание за проектирането на фрегатата DLGN предвижда въоръжение, съответстващото на фрегатите от типа „Лийхи“, пълна водоизместимост 6000 т и максимална скорост 30 възела. Обаче още на стадий предескизно проектиране става ясно, че при пълна водоизместимост 6000 т (5400 т лека) няма да могат да се поставят повече от два реактора SAR, а необходимата мощност съответства на три-четири реактора от този тип. Минималната стойност за пълната водоизместимост съставлява 6900 т (6300 т лека), а при най-вероятната маса на реакторите пълната водоизместимост се увеличава до 7600 т (7000 т лека). Стойността на строежа на главния кораб се оценява на 108 млн. $ в сравнение с 59 млн. $ за главния и 49 млн. $ за последващите кораби от типа „Лийхи“. Реалната стойност на главния кораб достига 163,6 млн. $.

## Тактико-технически характеристики
По данни от 1987 г.
- Водоизместимост
  - стандартна – 7700 т
  - пълна – 8580 т
- Размери – 172,3 × 17,7 × 8,8 м
- Двигателна установка
  - 2 реактора General Electric D2G с водно охлаждане
  - 2 парни турбини (60 000 к.с.)
  - 2 гребни вала, 2 гребни винта
- Скорост – 30+ възела
- Екипаж – 32 офицера + 509 матроса и старшини
- Флагмански апартаменти – 6 офицера + 18 матроса и старшини

### Въоръжение
По данни към 1987 г.
- 2 × 20-мм Mk 15 Phalanx – зенитни артилерийски установки;
- 1 × Mk 67 (2 × 20-мм АУ) – сдвоена зенитна артилерийска установка;
- 2 × ПУ Mk 141 (8 × RGM-84A Harpoon) – противокорабни ракети;
- 2 × ПУ Mk 10 (80 × RIM-67B Standard SM-2 ER) – зенитни ракети;
- 1 × ПУ Mk 16 (8 × RUR-5A ASROC) – противолодъчни ракети;
- 2 × ТА Mk 32 (6 × 324-мм Mk 46) – противолодъчни торпеда;

### Електронно оборудване
По данни към 1987 г.
- 1 × AN/SPS-39 – трикоординатен радар за въздушен обзор;
- 1 × AN/SPS-37 – двукоординатен радар за въздушен обзор;
- 1 × AN/SPS-10F – двукоординатен радар за обзор на повърхността;
- 4 × Mk 76 + 4 × AN/SPG-55B – системи за насочване на ракети с радари за подсветка на целите;
- 1 × Mk 14 – система за управление на артилерийския огън;
- 1 × Mk 111 + 1 × AN/SQQ-23A – система за управление на противолодъчното оръжие с вътрекорпусен сонар;
- 1 × NTDS (БИУС) – бойна информационно-управляваща система;
- 1 × OE-82 – система за спътникова свръзка;
- 1 × AN/SRR-1 – приемник за спътникова свръзка;
- 1 × AN/WSC-1 – трансивер за спътникова свръзка;
- 1 × AN/URN-20 TACAN – тактическа аеронавигационна система;
- 4 × Mk 36 SRBOC – пускови установки за създаване на смущения;
- 1 × AN/SLQ-32(V)3 – система за РЕБ.

## Представители на проекта
| Номер  | Название   | Корабостроителница | Заложен на | Спуснат на    | В строй от      | Изваден от флота на |
| ------ | ---------- | ------------------ | ---------- | ------------- | --------------- | ------------------- |
| CGN-25 | Bainbridge | Bethlehem Steel    | 5 май 1959 | 15 април 1961 | 6 октомври 1962 | 13 септември 1996   |

## Коментари
1. ↑  Всички данни са към момента на влизане в строй, привеждат се по справочника на Conway.
2. ↑  Буквите показват принадлежността към определен класː ВВ – линкор, СС, CL, СА – съответно линеен, лек или тежък крайцер, CV – самолетоносач, DD – разрушител, SS – подводница и т.н.